# Döda havet, Lappland
Döda havet är en sjö i Jokkmokks kommun i Lappland och ingår i Luleälvens huvudavrinningsområde.